# Stichopogon pholipteron
Stichopogon pholipteron är en tvåvingeart som beskrevs av Richter 1973. Stichopogon pholipteron ingår i släktet Stichopogon och familjen rovflugor. Inga underarter finns listade i Catalogue of Life.